# Ludwig von Pastor

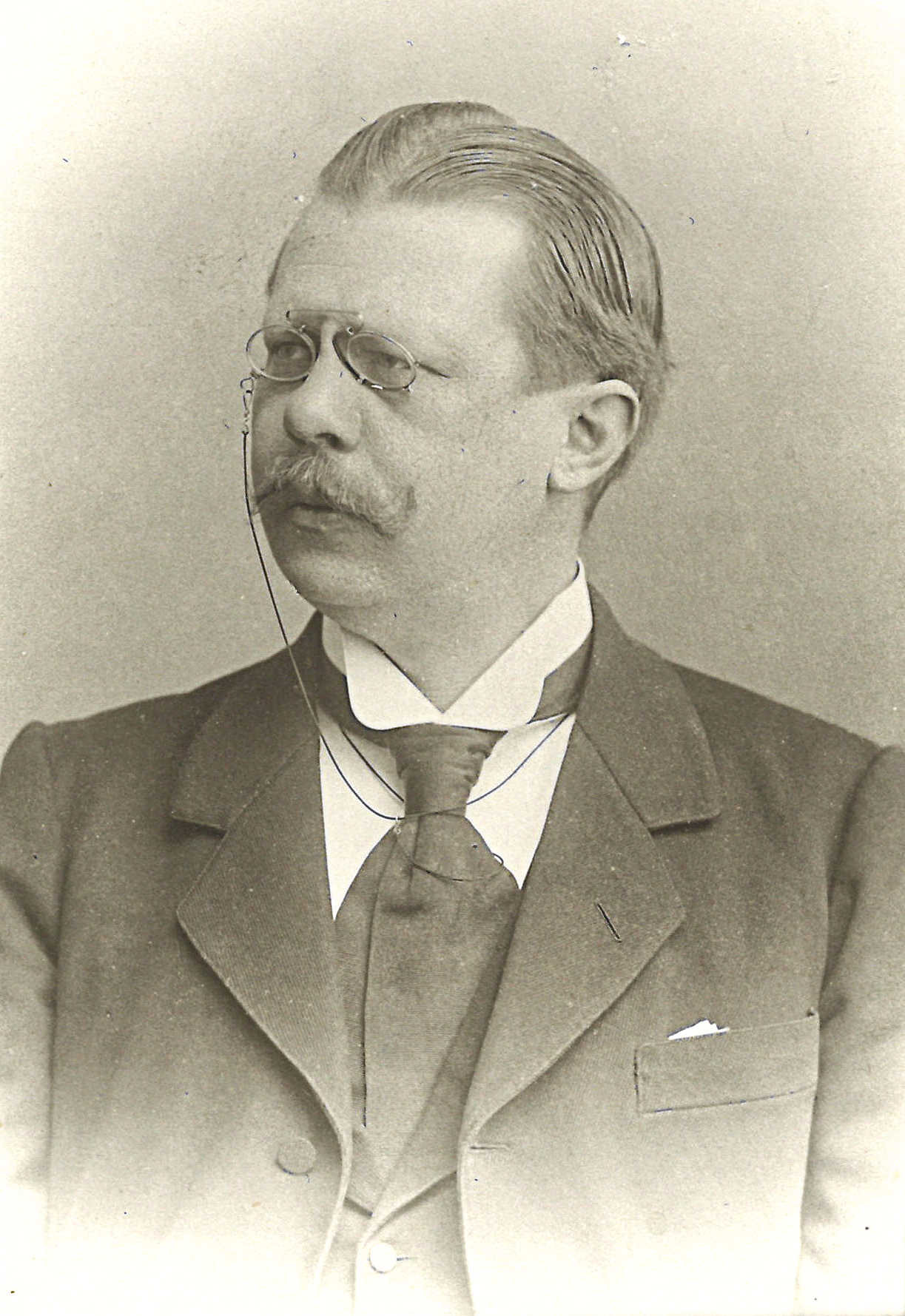
Ludwig von Pastor um 1902

Ludwig Friedrich August von Pastor, seit 1916 Freiherr Pastor von Camperfelden (* 31. Januar 1854 in Aachen; † 29. September 1928 in Innsbruck) war ein österreichischer katholischer Historiker und Diplomat. Er wird als „Geschichtsschreiber der Päpste“ bezeichnet. 1908 wurde Pastor durch Franz Joseph I. in den Adelsstand erhoben, 1916 als Pastor von Camperfelden in den Freiherrenstand.

## Leben
Ludwig Pastor, abstammend aus der evangelisch geprägten bekannten Aachener Tuchfabrikantenfamilie Pastor, war der Sohn des Chemikalienhändlers Ludwig Daniel Pastor (1800–1864) und der katholischen Anna Sibylle Onnau (1824–1899). Nach dem frühen Tod des Vaters nahm Ludwig die Konfession der Mutter an und studierte nach seiner Schulzeit in Frankfurt am Main, wo einer seiner prägenden Lehrer Johannes Janssen war und wo er durch Kontakte zu den antipreußischen, großdeutsch-österreichisch orientierten Kreisen um Schlosser und Brentano geprägt wurde, ab 1875 in Löwen, 1875/76 in Bonn, wo er dem K.St.V. Arminia beitrat, und 1877/78 in Wien und Graz. 1886 wurde er Professor in Innsbruck, wo er der K.St.V. Rhenania beitrat. Seine Promotion und Habilitation erfolgte bei Franz Krones in Wien mit der Arbeit Die kirchlichen Reunionsbestrebungen während der Regierung Karl’s V. Ab 1901 war er Direktor des Österreichischen Historischen Instituts in Rom. Unter Papst Pius X. (1903–1914) beteiligte er sich eifrig am Kampf des Papstes gegen den Modernismus, wobei er sich auch als Denunziant betätigte.
Pastor war verheiratet mit Konstanze Kaufmann (1857–1953), Tochter des Bonner Oberbürgermeisters Leopold Kaufmann. Mit ihr hatte er zwei Söhne und drei Töchter.

## Mitgliedschaften und Ehrungen
Pastor war Mitglied der Kaiser Franz-Joseph-Akademie zu Prag, korrespondierendes Mitglied der Società colombaria in Florenz, der päpstlichen Akademie in Rom, der Accademia dei Lincei in Rom, der Akademie in Krakau und der Académie Royale d’Archéologie de Belgique in Antwerpen, Ehrenmitglied der Accademia di San Luca in Rom, Ehrendoktor der Katholischen Universität Löwen, Mitglied der historischen Sektion der Görres-Gesellschaft, korrespondierendes Mitglied der Bayerischen Akademie der Wissenschaften (1919), Komtur des päpstlichen Silvesterordens und Ritter des päpstlichen Piusordens, Kommandeur des österreichischen Franz-Joseph-Ordens und des italienischen Mauritius- und Lazarus-Ordens. Seit 1906 war er Ehrenmitglied der katholischen Studentenverbindung AV Austria Innsbruck.
Im Jahr 1954 wurde in Wien-Floridsdorf (21. Bezirk) die Pastorstraße und in Aachen-Burtscheid die  von Pastor-Straße nach ihm benannt. Die nach ihm benannte Pastorstraße in Innsbruck führt an der Basilika Wilten vorbei, auf deren Friedhof er beigesetzt ist.
Eine Büste mit Gedenktafel befindet sich in Rom in der zum Päpstlichen Institut Santa Maria dell’Anima gehörenden Kirche Santa Maria dell’Anima.

## Werke
Sein bekanntestes Werk ist die 16-bändige Geschichte der Päpste seit dem Ausgang des Mittelalters, die den Zeitraum von 1417 bis 1799 behandelt. Schon während ihrer Publikation im Zeitraum 1886 bis 1933 wurde sie ins Französische, Englische, Italienische und Spanische übersetzt; ihre Verbreitung wurde von kirchlicher Seite unterstützt. Pastor wollte der Darstellung Leopold von Rankes, der 1834–36 sein Werk Die römischen Päpste in den letzten vier Jahrhunderten veröffentlicht hatte, eine Darstellung aus katholischer Sicht entgegenstellen. Er konnte bisher unzugängliches vatikanisches Quellenmaterial verwerten, da er einen umfassenden Zugriff auf die Bestände des vatikanischen Geheimarchivs hatte, welches offiziell erst 1883 durch Erlass von Leo XIII. vollständig geöffnet wurde. Pastors Papstgeschichte zeichnet sich durch ihre Detailfülle aus und wird daher noch heute zitiert.
Weiterhin schrieb Pastor über die Geschichte Roms während der Renaissance und über die Reformation. Er führte den Begriff „Katholische Restauration“ für die innerkirchliche Reformbewegung ein, anstelle der Bezeichnung „Katholische Reformation“, die der Protestant Wilhelm Maurenbrecher verwendete. Auch heute noch von Bedeutung ist seine 1899 in zwei Bänden veröffentlichte Biographie August Reichenspergers, da Pastor ausführlich Dokumente aus dessen privatem Nachlass zitiert, die mittlerweile nicht mehr erhalten sind.

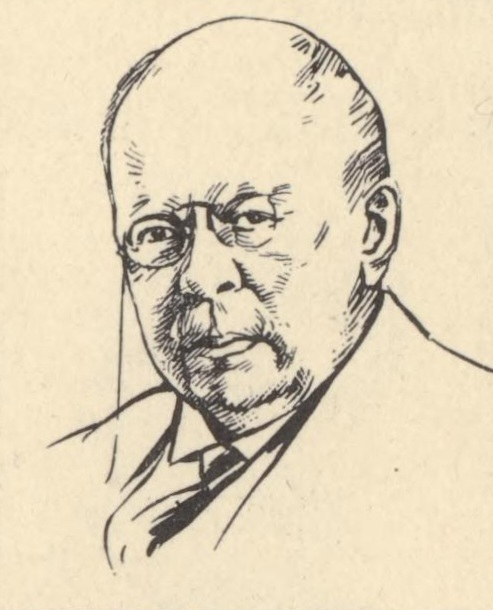
Ludwig von Pastor

## Tendenz
Die sehr starke und unverhohlene konfessionelle Prägung von Pastors Geschichtsbild, die sich auch in schroffen Wertungen äußerte, erregte schon bei seinen Zeitgenossen – katholischen ebenso wie auch evangelischen Gelehrten – Anstoß. Er schrieb von einem streng katholischen Standpunkt aus und war bemüht, das Handeln der Päpste in positivem Licht zu zeigen.
Auch wo er einzelne päpstliche Maßnahmen missbilligte, betonte er die prinzipielle Gehorsamspflicht der Gläubigen gegenüber dem Papst unabhängig von den konkreten Gegebenheiten im Einzelfall. So verurteilte er streng das Verhalten des Dominikaners Girolamo Savonarola, dessen hartnäckigen Widerstand gegen Papst Alexander VI. er grundsätzlich für schuldhaften Ungehorsam hielt. Damit stieß Pastor auch bei katholischen Gelehrten auf Widerspruch. Er deutete die Weltgeschichte als „großartige(n) Kampf zwischen Licht und Finsternis“, wobei die von der Vorsehung gelenkte Aktivität der Päpste als Statthalter Christi auf Erden eine zentrale Rolle auf der Seite der Lichtkräfte spielt. In dieser Auseinandersetzung sah er auch seinen eigenen Platz; so notierte er in seinem Tagebuch: „Es war, als hätte mir eine höhere Macht gesagt: Nimm die Feder in die Hand und schreibe eine katholische Geschichte der Päpste dieser Zeit!“

## Veröffentlichungen (Auswahl)
- Die kirchlichen Reunionsbestrebungen während der Regierung Karls V. Dissertation, Universität Graz, 1878 (handschriftlich)
- Geschichte der Päpste seit dem Ausgang des Mittelalters. 16 Bände in 22 Teilbänden, Herder, Freiburg i.Br. 1886–1933. Die letzte vollständige Ausgabe erschien von 1955 bis 1961. Sie enthält alle Bände in den jeweils letzten von Pastor veränderten bzw. erweiterten Auflagen.
- Die Familie derer v. Gagern, Kempten/München 1912.
- Leben des Freiherrn Max von Gagern (1810–1889). Ein Beitrag zur politischen und kirchlichen Geschichte des 19. Jh.; Großenteils nach ungedruckten Quellen, Verlag der Kösel’schen Buchhandlung, Kempten 1912.